# Soldadera

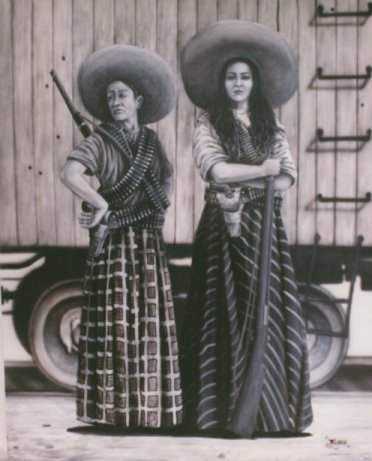
Soldaderas während der mexikanischen Revolution

Als Soldaderas bezeichnet man die weiblichen Soldaten, die während der Mexikanischen Revolution gegen das Regime unter Porfirio Díaz kämpften, um mehr Rechte und mehr Freiheit zu erhalten. Frauen schlossen sich der revolutionären Bewegung meist aus bürgerrechtlichen und feministischen Gründen an, sind jedoch nach der erfolgreichen Revolution wieder weitgehend aus den militärischen Ämtern verschwunden.

## Namen
Die berühmtesten Soldaderas waren wohl Petra Herrera und Hermila Galindo, wohingegen Dolores Jiménez y Muro eine eher intellektuelle Streiterin war. Andere Namen sind Clara de la Rocha, Juana Ramona und Valentina Ramírez, die an der Übernahme der Stadt Culiacán, Sinaloa, beteiligt waren; Carmen Parra de Alanís kämpfte in der Schlacht um Ciudad Juárez und Carmen Vélez kämpfte in Hidalgo und Tlaxcala.

## Mythos
Sinnbildlich für die Soldaderas der Revolutionszeit wurde die wohl eher legendäre Adelita, die in mehreren Gedichten und Liedern, insbesondere in den Corridos, als Thema auftaucht. Heute hat die Adelita in Mexiko einen ähnlichen Status wie zum Beispiel Jeanne d’Arc in Frankreich.

## Sonstiges
Die Mutter von Anthony Quinn, Manuela Oaxaca Quinn, war Soldadera.
Bruce Springsteen hat 1995 den Song Adelita als Hommage an die Soldaderas zusammen mit einer Mariachi-Band für das Album Inyo aufgenommen, welches 2025 veröffentlicht wurde.